# Autotreno TN ATR 125
L'Autotreno ATR 125 è un autotreno a propulsione diesel-elettrica costruito dalla Stadler Rail e appartenente alla famiglia GTW 4/12. È impiegato da Trenord per il servizio regionale su ferrovie non elettrificate: la linea S7 del servizio ferroviario suburbano di Milano (Milano-Monza-Molteno-Lecco) e le relazioni regionali Como-Molteno-Lecco, Brescia-Iseo-Edolo, Pavia-Torreberetti-Alessandria, Pavia-Casalpusterlengo-Codogno e Pavia-Mortara-Vercelli.
Si tratta di una serie di autotreni a composizione bloccata a quattro casse alle quali si aggiungono due elementi motore ospitanti altrettanti gruppi di trazione.

## Storia
Nel 2009, la società LeNord ordinò undici autotreni tipo GTW 4/12 da utilizzare sulla ferrovia Monza-Molteno.
Il 12 settembre 2011 entrarono in servizio le prime unità, classificate come ATR 125. Furono assegnate al deposito di Lecco, immatricolate nella serie 001÷011 e identificate anche con il nome commerciale di Besanino. Con la fusione di LeNord in Trenord, i nuovi treni entrarono nel parco rotabili di questa società.
Nel novembre 2012, Trenord ordinò a Stadler Rail ulteriori dieci unità.
Le prime tre, immatricolate nella serie 101÷103, entrarono in servizio il 18 gennaio 2016 e furono assegnate al deposito di Cremona per essere impiegate sulle ferrovie Pavia-Torreberetti-Alessandria, Pavia-Codogno e Vercelli-Pavia. Il 1º febbraio dello stesso anno entrarono in servizio anche le unità 104÷105, che furono assegnate al deposito di Iseo per essere utilizzate sulla ferrovia Brescia-Iseo-Edolo.
Nel febbraio 2017 entrò in servizio l'ultimo lotto, composto da soli quattro autotreni. Numerati nella serie 106÷109, furono assegnati al deposito di Cremona per essere impiegati sulle ferrovie afferenti a Pavia assieme alle unità 101÷103.
Il 10 dicembre 2022, l'ATR 125.105 sviò nei pressi di Iseo, causando la sospensione del servizio ferroviario fra le stazioni di Borgonato-Adro e Pisogne fino al 25 dicembre dello stesso anno.
A partire dal secondo semestre 2023 iniziò la progressiva adozione della nuova livrea blu e bianca con finestratura verde.

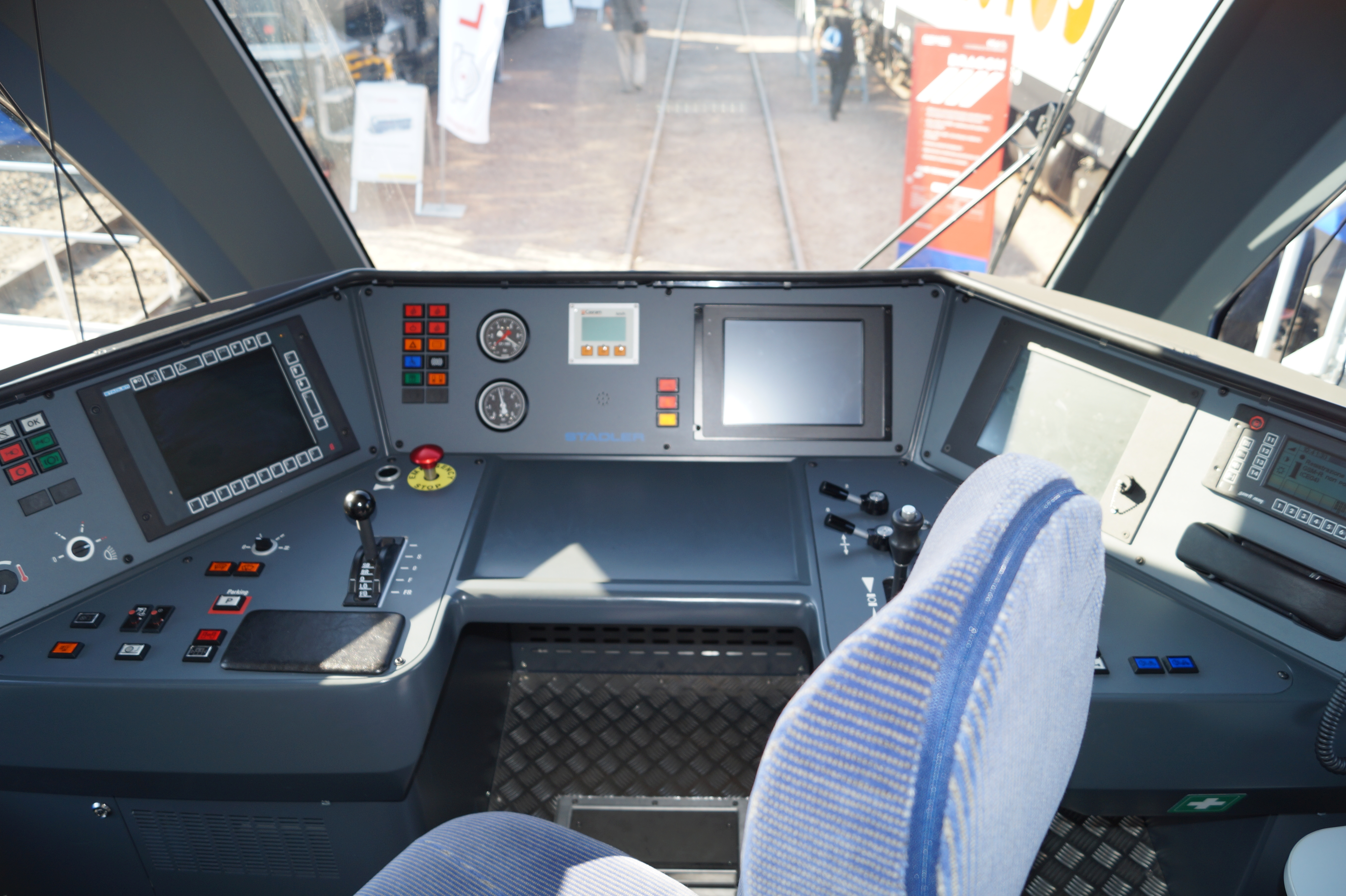
La cabina del macchinista di un ATR 125
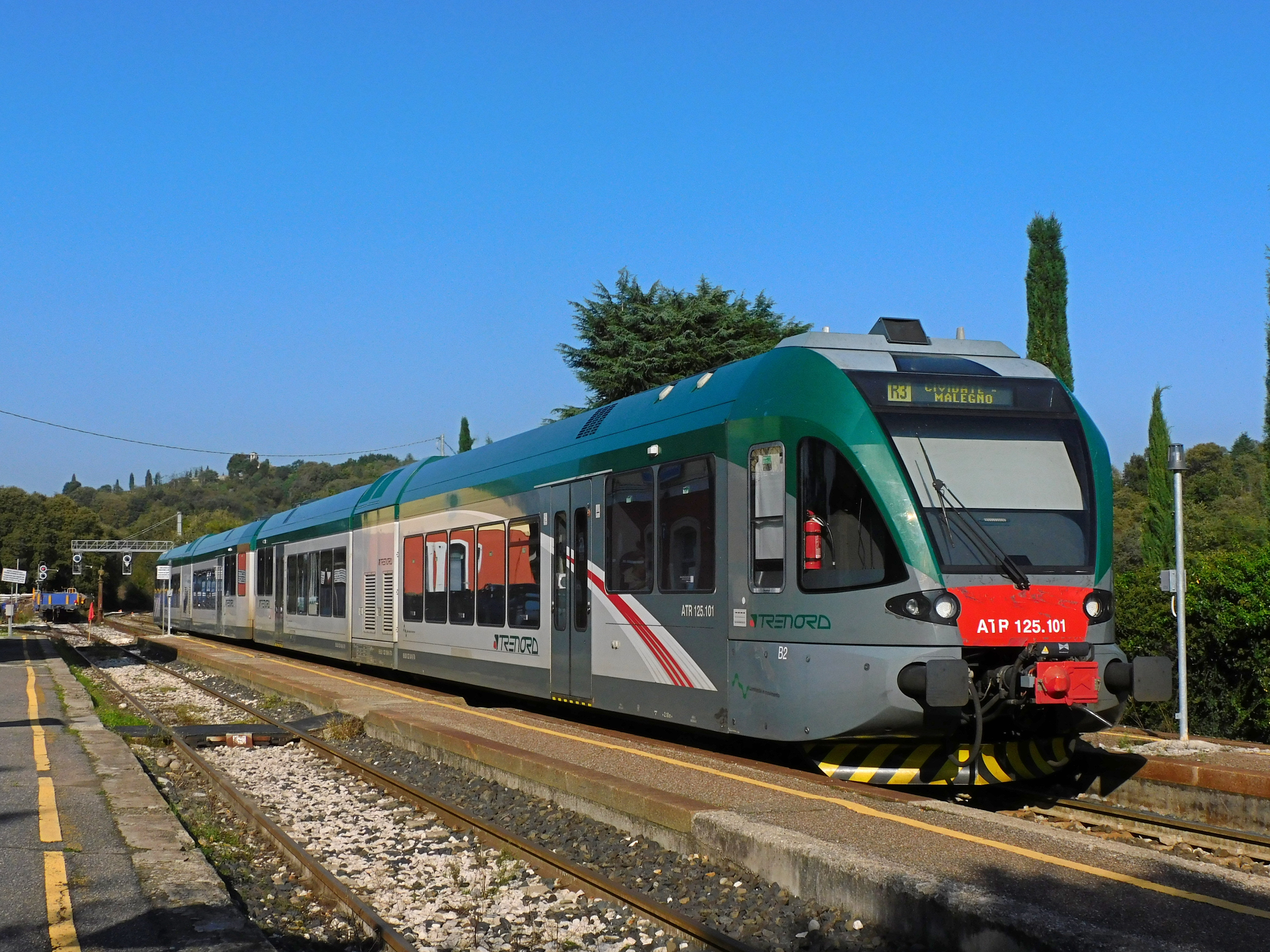
L'ATR 125.101 in transito a Bornato-Calino con la livrea primo schema
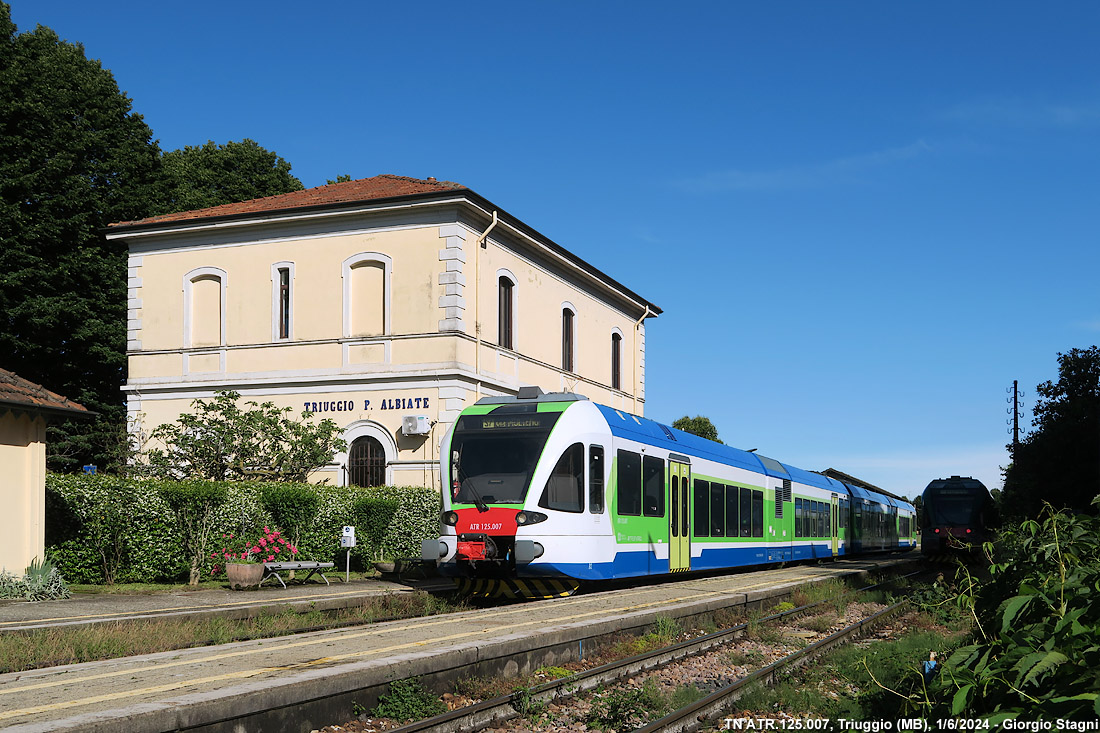
L'ATR 125.007 a Triuggio-Ponte Albiate con la livrea secondo schema